# 谷凤鸣
谷凤鸣（原名谷同玉，1919年2月10日—2011年4月6日），河北安平人，中国人民解放军将领。
早年参加八路军青年纵队，后担任八路军山东纵队第5团政治处主任、山东军区独立第2旅政治部副主任。此后担任滨海军分区副政委。任山东军区步兵学校副政委，授大校军衔。1976年，担任陕西省革委会副主任。